# Дирекция „Държавен военноисторически архив“
„Държавен военноисторически архив“ е дирекция в Държавна агенция „Архиви“ със седалище във Велико Търново.
Осъществява издирване, комплектуване, регистриране, обработване, отчитане, съхраняване, опазване и предоставяне за използване и публикуване на документи на Министерството на отбраната, Българската армия и на структурите на подчинение на министъра на отбраната, както и документалното наследство на значими личности, свързани с тях.

## История
Дирекция „Държавен военноисторически архив“ е формирана 1 август 1951 г. под наименованието Централен архивен фонд на българската народна войска, на основание заповед № 50 от 9 февруари 1951 г. и № 140 от 20 март 1951 г. от Министъра на отбраната и на директива № 4544 21 май 1951 г. на началника на Генералния щаб. До този момент, архивите на военните подразделения са се съхранявали в щабовете им, а на тези, които са разформирани – в щабовете на мирновременните военни подразделения по списък предоставен от Министерството на войната. От създаването си, архивът се помещава в гр. Велико Търново. При създаването си е подчинен на канцеларията на Генералния щаб.
На 6 октомври 1952 г. съгласно Министерско постановление № 807, по заповед на началника на Генералния щаб преминава в подчинение на Началника на Военно-историческия отдел при Министерството на народната отбрана. На 25 ноември 1955 е преименуван на Централен военен архив, а от 16 октомври 1958 г. се финансира от финансова служба при Национален военен университет „Васил Левски“.
На 13 октомври 1976 г. съгласно указ № 1550 на Президиума на Народното събрание, архивът е награден с орден „Червено знаме на труда“ – „за постигнатите успехи в развитието на архивното дело в българската армия“.
Съгласно строго секретна заповед № 34 на Началника на Генералния щаб, архивът преминава на подчинение на канцеларията на Генералния щаб, а съгласно Постановление на Министерския съвет № 237 от 21 декември 1999 г. преминава на подчинение към Главно управление на архивите при Министерския съвет. От 10 октомври 2007 г. съгласно Постановление № 246 носи текущото си наименование – Дирекция „Държавен военноисторически архив“ при Държавна агенция „Архиви“.

### Наименования
- Централен архивен фонд на българската народна войска (1 август 1951 – 25 ноември 1955)
- Централен военен архив (25 ноември 1955 – 10 октомври 2007)
- Дирекция „Държавен военноисторически архив“ при Държавна агенция „Архиви“ (от 10 октомври 2007)

## Архивен фонд
Към 1 януари 2016 г. общата фондова наличност в Държавен военноисторически архив възлиза на 8926,92 линейни метра с 3457 архивни фонда (3394 учрежденски и 63 лични) и общ брой 441 795 архивни единици, 306 частични постъпления и 810 спомена. След приемането на Закона за защита на класифицираната информация през 2002 г., е премахнато нивото на класификация на около 425 200 архивни единици. Със запазено ниво на класификация са около 500 архивни единици, съхранявани на 12 фонда.

## Ръководители
1. Капитан Манол Станчев (1951 – 1953)
2. Подполковник Иван Коцев (1953 – 1958)
3. Полковник Тодор Тодоров (1958 – 1983)
4. Полковник Николай Веков (1983 – 1990)
5. Полковник Пейчо Тодоров (1990 – 1999)
6. Иван Коев (1999 – 2005)
7. Георги Иванов (2006 – 2008)
8. Светлин Радев (от 2008)

## Награди
- орден „Червено знаме на труда“ (13 октомври 1976)